# Srečnež (film)
Srečnež (angleško O Lucky Man!) je britanski komično-dramski fantazijski film iz leta 1973, ki ga je režiral Lindsay Anderson. Film govori o blodenju Michaela »Micka« A. Travisa (igra ga Malcolm McDowell), ki ga iskanje uspeha popelje na čudovito potovanje. Mešanica sreče, poguma, in svobodnega pogleda na življenje in svet ga vodi po rezilu med poštenostjo in brezobzirnim uspehom za vsako ceno.